# فهرست سبزیجات ریشه‌ای

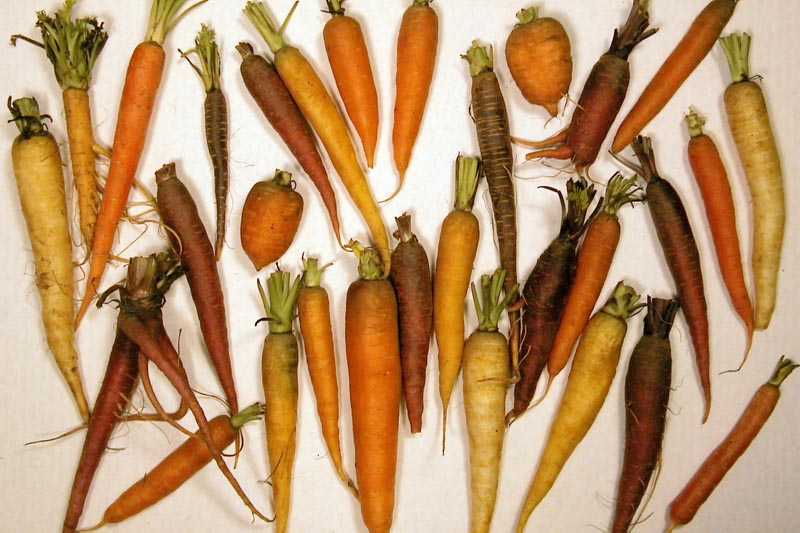
ریشه‌های هویج رنگهای مختلفی دارند از روشن تا تاریک

سبزیجات ریشه‌ای ریشه‌های گیاهان هستند که به عنوان سبزی خورده می‌شوند.

## تعریف
گرچه گیاه‌شناسی ریشه‌های واقعی (مانند ریشه عمودی و تجه  ) را از ریشه‌های غیرواقعی (مانند پیاز، زردچوبه ها، کورم زمین‌ساقه) متمایز می‌کند و گرچه بعضی از آنها حاوی هر دو ماده هیپوکوتیل و بافت ریشه عمودیهستند)، در استفادهٔ عادی،کشاورزی و آشپزی اصطلاح «سبزیجات ریشه‌ای» در مورد همه آنها بکار برده می‌شود.
عموماً سبزیجات ریشه‌ای اندام‌های ذخیره‌سازی هستند،که برای ذخیره‌سازی انرژی به شکل کربوهیدرات بزرگ شده‌اند.آنها در جمع‌آوری و ایجاد تعادل در بین نشاسته‌ها، قندها و سایر انواع کربوهیدرات‌ها متفاوت هستند.آنهایی که کربوهیدرات‌ها را با غلظت بیشتر و به شکل نشاسته گردآوری می‌کنند از اهمیت ویژه اقتصادی برخوردارند.سبزیجات ریشه‌ای نشاسته‌دار به‌ویژه در مناطق گرمسیری غذاهای اصلی مهم هستند،غلات  مهمترین غذا در سراسر آفریقای مرکزی ، و اقیانوسیه هستند و در آنجا یا به طور مستقیم استفاده می‌شوند یا برای درست کردن فوفو و پوی خرد و خمیر می‌شوند.
بیشتر سبزیجات ریشه‌ای در انبار  برای چندین ماه به‌خوبی می‌مانند.این یکی از راه‌های ذخیره مواد غذایی برای استفاده طولانی پس از برداشت است، که به‌ویژه در عرض‌های غیرگرمسیری ، جایی که زمستان به طور سنتی زمان کمی برای برداشت است،بسیار مهم است. روش های طولانی کردن فصل هم وجود دارد که می‌توانند زمان برداشت را با نگه داشتن آن‌ها در زیر تونلی از جنس پلی‌اتیلن در طول زمستان افزایش دهند.

## فهرست سبزیجات ریشه‌ای

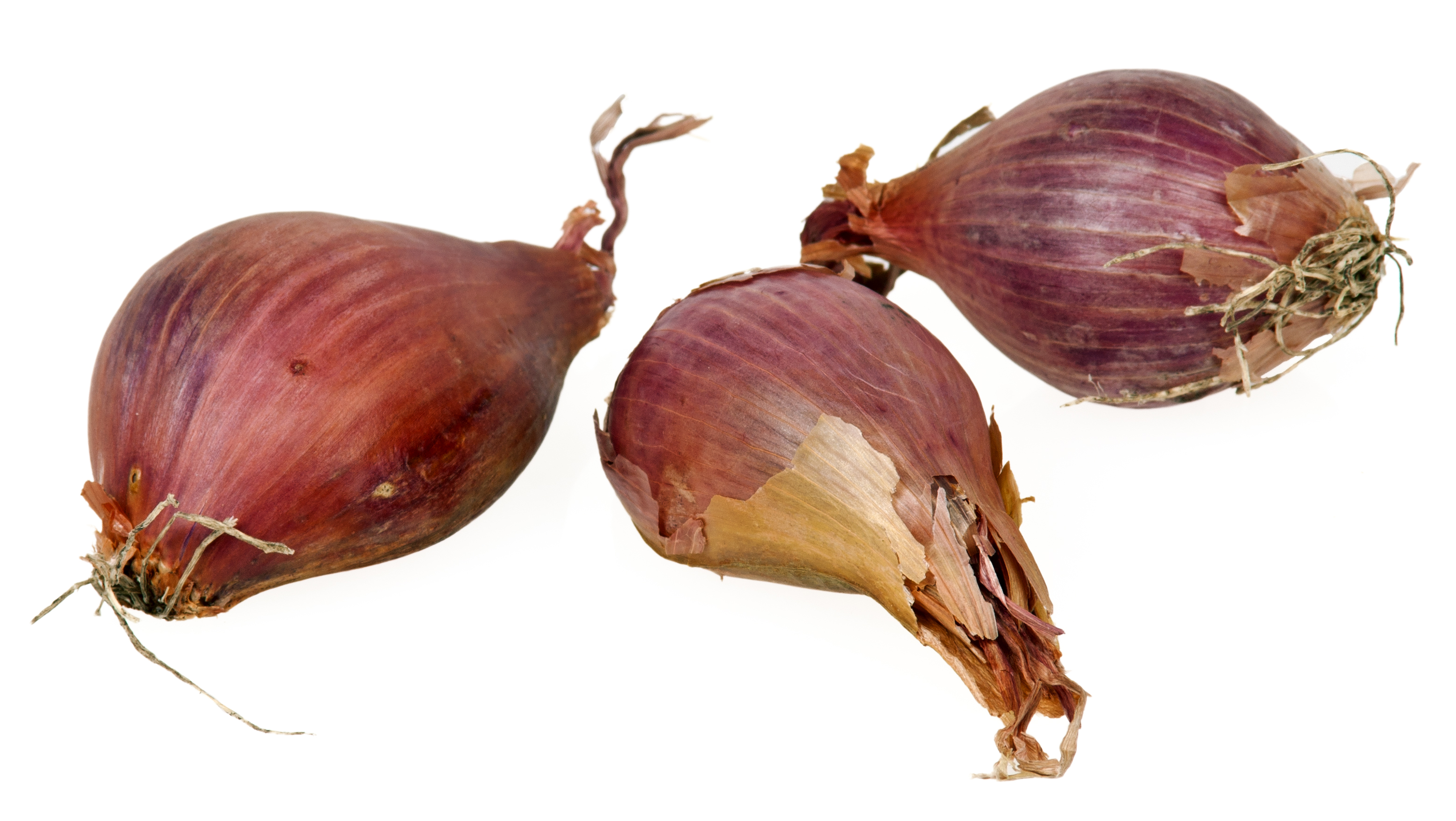
پیاز موسیر

در فهرست زیر، سبزیجات ریشه‌ای بر اساس ساختمان آن‌ها طبقه‌بندی شده‌اند.

### پیاز
- سرده سیر (سیر، پیاز، موسیر و غیره)
- بنفشه سگ‌دندان
- سرده سوسن

### ساقه تغییر شکل یافته گیاه

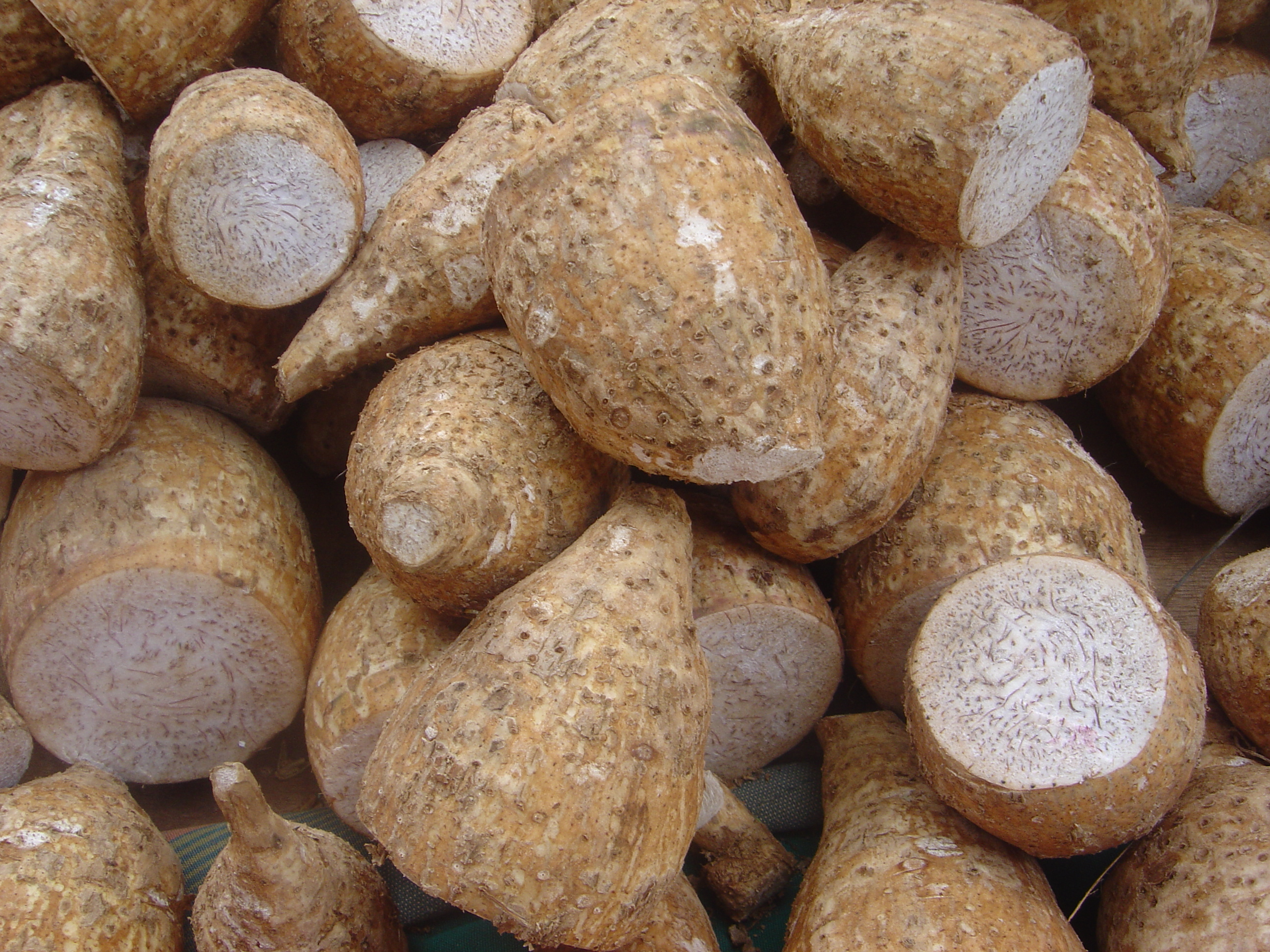
کورم تارو

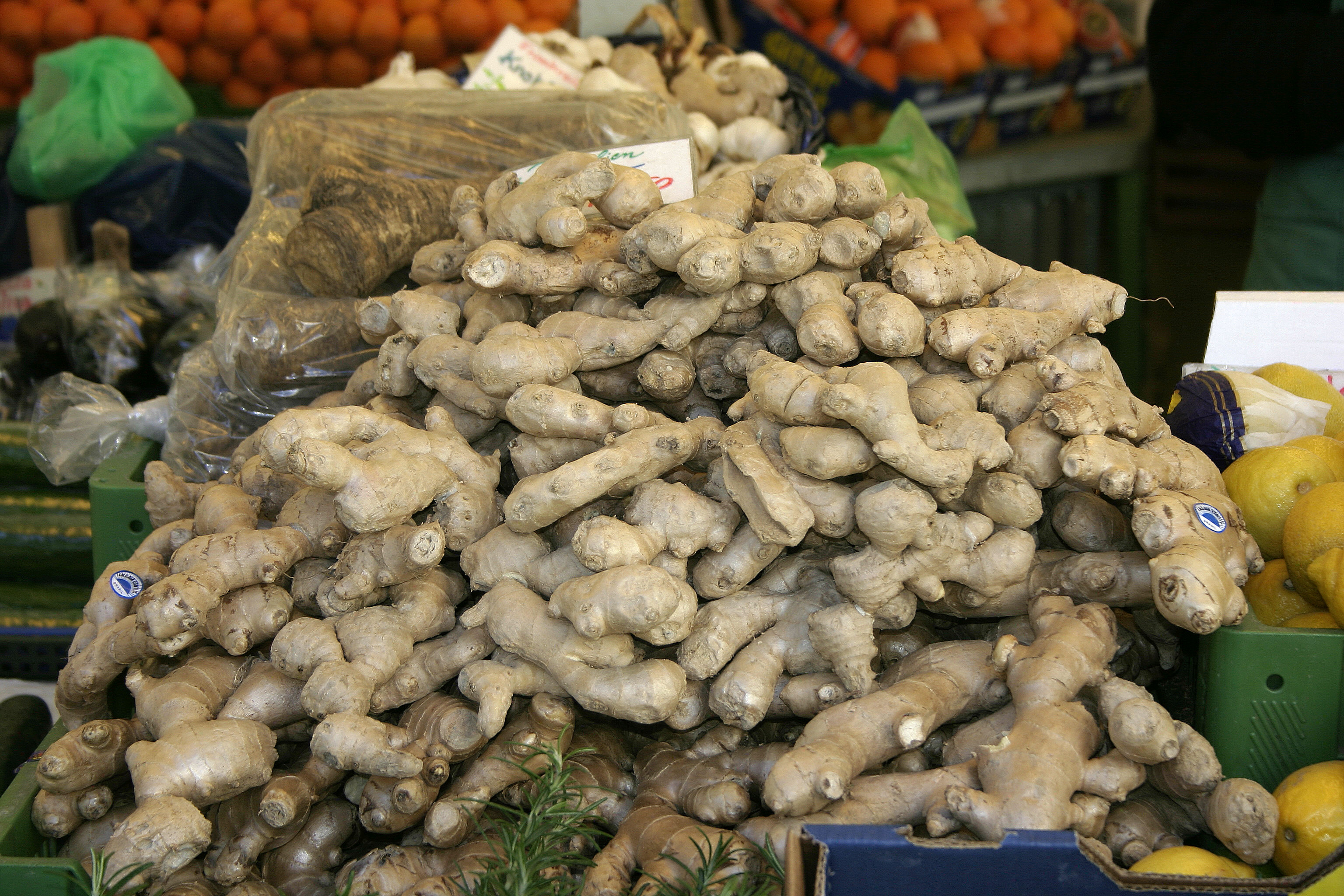
زمین‌ساقه زنجبیل

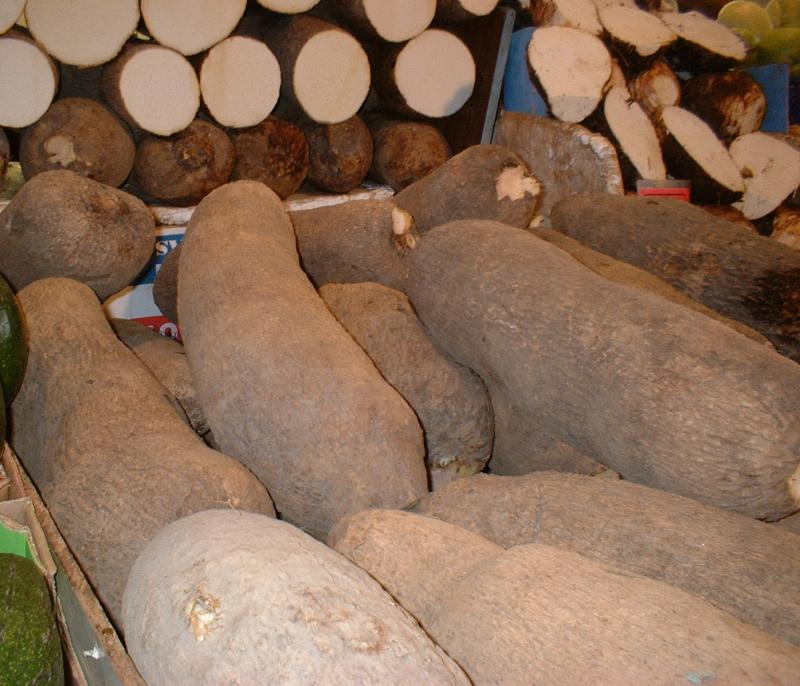
تجه یام

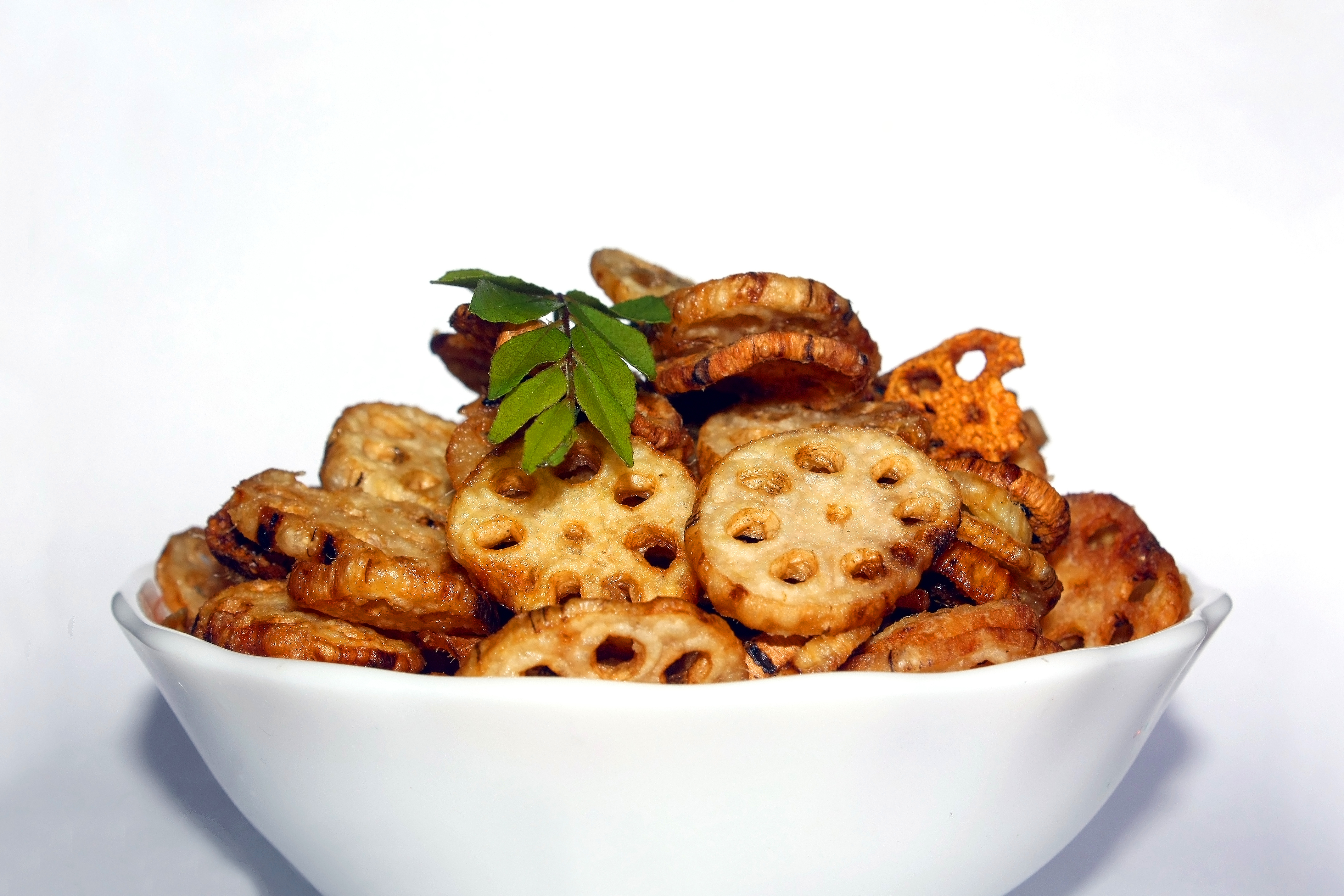
لاله مردابی

- کورم
  - کون‌نیاکو
  - اسکولنتا
  - لاله مردابی
  - نیلوفر آبی
  - سرخس اسکولنتوم
  - سرده پیکان آبی
  - سرده لوئی
  - سرده پیکان آبی
- زمین‌ساقه
  - زردچوبه
  - سرده اختر
  - نخل خوش‌بختی
  - مارانتا آروندیناسه
  - لاله مردابی
  - سرده لوئی
  - زنجبیل
- تجه
  - اویار سلام زرد
  - سرده تمیس(یم)
  - یم چینی
  - سیب‌زمینی ترش
  - سرده زنبق رشتی
  - خلر غده‌دار
  - سیب‌زمینی

### ساقه‌های شبیه ریشه

#### ریشه واقعی

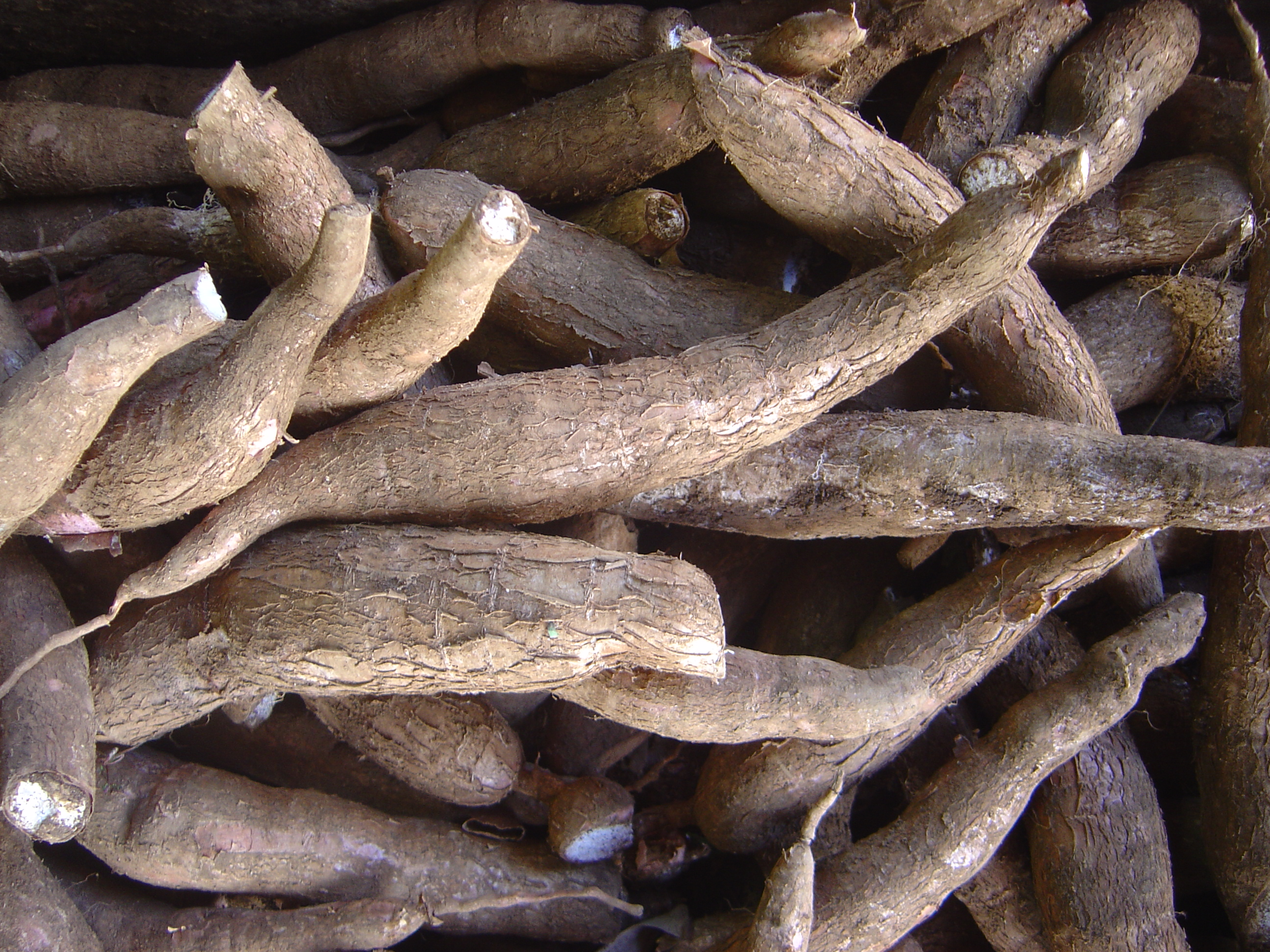
تجه مانیوک

- ریشه عمودی
  - چغندر
  - کلم‌ها
  - سرده بابا آدم
  - قاصدک
  - جینسینگ پرویی
  - میکروسریز لانکئولاتا
  - شقاقل
  - ترب
  - شقاقل جویباری
  - سرده شنگ
- تجه
  - یم چینی
  - سیب‌زمینی شیرین
  - مانیوک
  - هویج